# C'est vous qui le dites
Pour l’article homonyme, voir C'est vous qui le dites (RTBF).

C'est vous qui le dites (initialement À sa place, vous feriez quoi ?) est une émission de télévision et de radio française diffusée de mai 2006 à juillet 2008.
Cette interview politique quotidienne de 7 minutes, présentée par Thomas Hugues et Olivier de Lagarde, est diffusée en direct et en simultané sur la chaîne d’information en continu I>Télé et sur la radio France Info du lundi au jeudi à 19h16.

## Historique
Initialement baptisé À sa place, vous feriez quoi ?, l’émission a été créée en mai 2006 et a d’abord été présentée par Guillaume Durand et Thierry Guerrier. Cette interview s’inscrivait dans la perspective de l'élection présidentielle française de 2007. Une personnalité politique répondait chaque soir aux questions des deux journalistes et notamment à celle-ci : À la place du président de la République ou du candidat, vous feriez quoi?
À partir de septembre 2006, Thomas Hugues succède à Guillaume Durand sur I>Télé avec 1 h 30 chrono. Puis le 2 octobre 2006,, Marc Fauvelle, journaliste du service politique de la rédaction de France Info, succède à Thierry Guerrier, qui quitte France Info pour rejoindre Maximal Productions (C dans l'air sur France 5) et devenir le joker d’Yves Calvi dans l’émission C dans l’air, à la coprésentation À sa place vous feriez quoi ?.
En septembre 2007, À sa place vous feriez quoi ? est rebaptisée C'est vous qui le dites, mais conserve ses horaires de diffusion. Bernard Thomasson, puis Olivier de Lagarde, succèdent à Marc Fauvelle en tant qu'intervieweur pour France Info.
En juillet 2008, Thomas Hugues quitte i>Télé et les émissions 1 h 30 chrono et C'est vous qui le dites disparaissent de la grille.